# Mike Newell (calciatore)
Michael Colin Newell, noto come Mike (Liverpool, 27 gennaio 1965), è un allenatore di calcio ed ex calciatore inglese, di ruolo attaccante.
Durante la sua carriera ha totalizzato 528 presenze e 119 marcature in campionato vestendo le maglie di Crewe Alexandra, Wigan, Luton Town, Leicester City, Everton, Blackburn, Birmingham City, West Ham, Bradford City, Aberdeen, Doncaster Rovers e Blackpool. Ha vinto una Football League Trophy nel 1985 con la maglia del Wigan, un campionato inglese nel 1995 con il Blackburn e una Conference League Cup nel 2000 con il Doncaster Rovers.
Vince i play-off della Championship con il Blackburn nel 1991-1992. Vince anche i play-off di Football League Two con il Blackpool nel 2000-2001.
Da allenatore raggiunge il secondo posto nella Football League Two 2002-2003 con l'Hartlepool. Nel 2004-2005 vince la Football League One alla guida del Luton Town.

## Palmarès

### Calciatore
- Football League Trophy: 1

Wigan: 1984-1985
- Campionato inglese: 1

Blackburn: 1994-1995
- Conference League Cup: 1

Doncaster Rovers: 1999-2000

### Allenatore
- Football League One: 1

Luton Town: 2004-2005